# Elezioni regionali in Puglia del 1970
Le elezioni regionali in Puglia del 1970 si tennero il 7-8 giugno.

## Risultati elettorali
| Liste                                                    | Voti      | %     | Seggi |
| -------------------------------------------------------- | --------- | ----- | ----- |
| Democrazia Cristiana (DC)                                | 766.254   | 41,28 | 22    |
| Partito Comunista Italiano (PCI)                         | 488.709   | 26,33 | 14    |
| Partito Socialista Italiano (PSI)                        | 197.519   | 10,64 | 5     |
| Movimento Sociale Italiano (MSI)                         | 162.136   | 8,73  | 4     |
| Partito Socialista Unitario (PSU)                        | 76.116    | 4,10  | 2     |
| Partito Liberale Italiano (PLI)                          | 56.140    | 3,02  | 1     |
| Partito Socialista Italiano di Unità Proletaria (PSIUP)  | 44.998    | 2,42  | 1     |
| Partito Repubblicano Italiano (PRI)                      | 43.506    | 2,34  | 1     |
| Partito Democratico Italiano di Unità Monarchica (PDIUM) | 18.009    | 0,97  | -     |
| Indipendente                                             | 2.047     | 0,11  | -     |
| Partito Nazionale Democratico                            | 997       | 0,05  | -     |
| Totale                                                   | 1.856.431 |       | 50    |

| Riepilogo dei seggi | Riepilogo dei seggi | Riepilogo dei seggi | Riepilogo dei seggi | Riepilogo dei seggi | Riepilogo dei seggi | Riepilogo dei seggi |
| ------------------- | ------------------- | ------------------- | ------------------- | ------------------- | ------------------- | ------------------- |
|                     |                     |                     |                     |                     |                     |                     |
| PCI                 | 14                  | N/A                 |                     | PSIUP               | 1                   | N/A                 |
| PSI                 | 5                   | N/A                 |                     | PSU                 | 2                   | N/A                 |
| PRI                 | 1                   | N/A                 |                     | DC                  | 22                  | N/A                 |
| PLI                 | 1                   | N/A                 |                     | MSI                 | 4                   | N/A                 |